# Нёшато (Бельгия)
Нёшато́ (фр. Neufchâteau, валлон. Li Tchestea / Lu Tchèstê / Lu Tchèsté / Li Tchesté, пикард. Nûtchatî, нем. Neuenburg in Lützelburg) — коммуна в Валлонии, расположенная в провинции Люксембург, округ Нёшато. Принадлежит Французскому языковому сообществу Бельгии. На площади 113,79 км² проживают 6539 человек (плотность населения — 57 чел./км²), из которых 49,07 % — мужчины и 50,93 % — женщины. Средний годовой доход на душу населения в 2003 году составлял 10 583 евро.
Почтовый код: 6840. Телефонные коды: 056—069.